# Liste des plus hautes constructions du Maroc
Cet article concerne une liste des plus hauts gratte-ciel du Maroc. Depuis la construction de l'Immeuble Liberté en 1951, environ 14 gratte-ciel (immeuble de 80 mètres de hauteur et plus) ont été construits au Maroc.
En Février 2024, la liste des immeubles d'au minimum 80 mètres de hauteur est la suivante :

Tour CFC First

Marina Turquoise 2

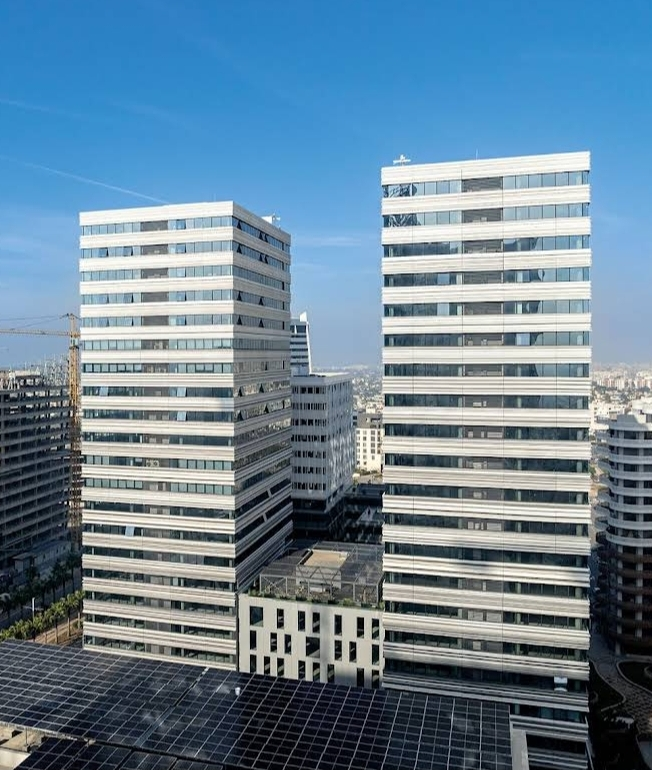
Casa Business Tower

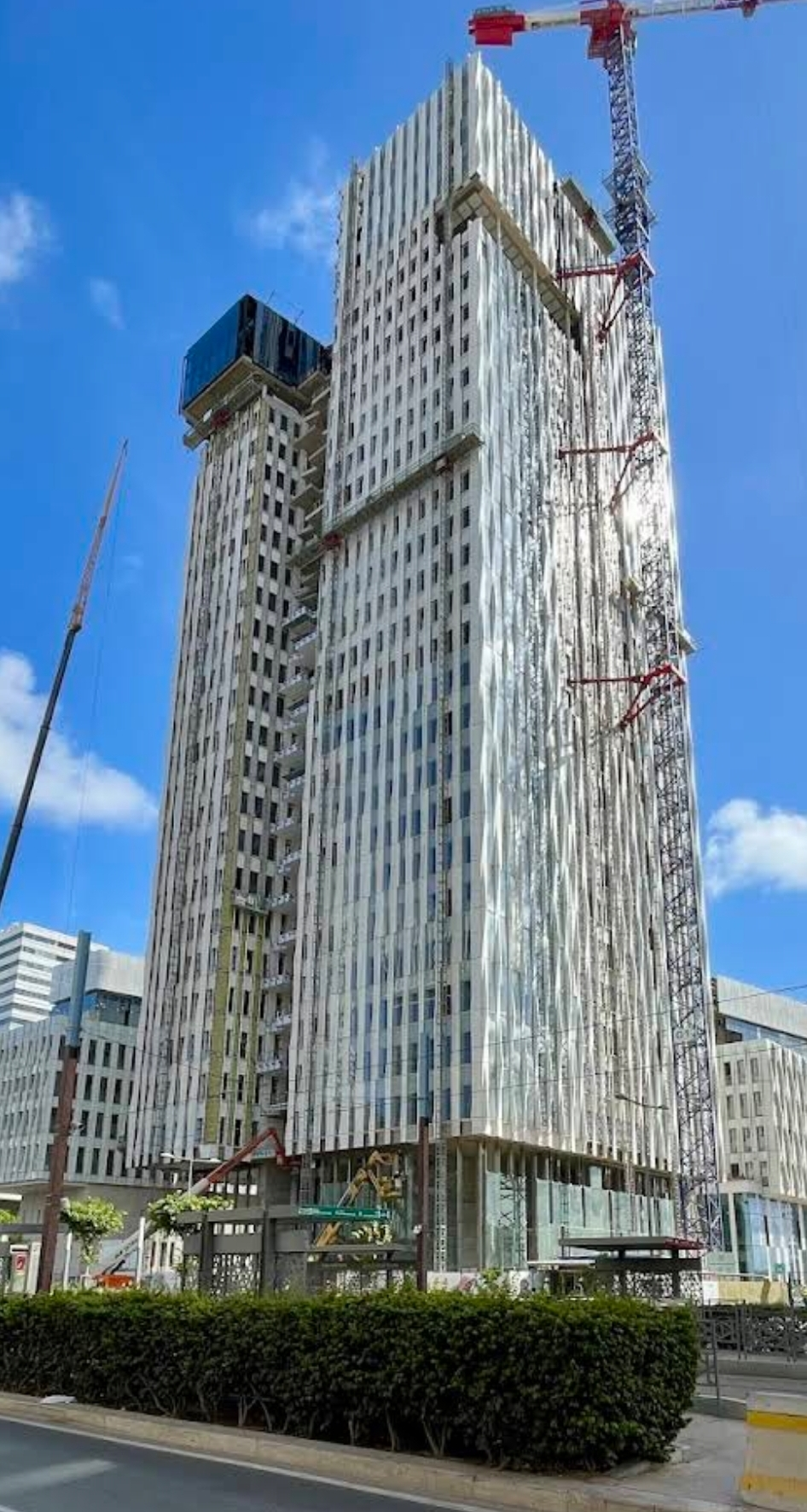
Tour Attijariwafa Bank

| Rang | Nom                         | Hauteur | Étages | Ville      | Année |
| ---- | --------------------------- | ------- | ------ | ---------- | ----- |
| 1    | Tour Mohammed VI            | 250 m   | 55     | Salé       | 2024  |
| 2    | Mosquée Hassan II           | 205 m   | -      | Casablanca | 1993  |
| 3    | Maroc Telecom HQ            | 139 m   | 20     | Rabat      | 2013  |
| 4    | Tour CFC First              | 122 m   | 25     | Casablanca | 2019  |
| 5    | Twin Center                 | 115 m   | 28     | Casablanca | 1999  |
| 6    | Tour Attijariwafa Bank      | 114 m   | 25     | Casablanca | 2024  |
| 7    | Tour Banque Populaire       | 105.6 m | 27     | Casablanca | 2024  |
| 8    | ANP Tower                   | 101 m   | 25     | Casablanca | 2022  |
| 9    | Casablanca Business Tower A | 95 m    | 22     | Casablanca | 2024  |
| 10   | Sofitel Hôtel Casablanca    | 93 m    | 24     | Casablanca | 2011  |
| 11   | Casablanca Business Tower B | 91 m    | 22     | Casablanca | 2024  |
| 12   | Capital Tower               | 91 m    | 21     | Casablanca | 2022  |
| 13   | Royal Mansour Casablanca    | 85 m    | 22     | Casablanca | 2024  |
| 14   | Triple Tower                | 80 m    | 25     | Tanger     | 2024  |

## En Construction
| Rang | Nom               | Hauteur | Étages | Ville      | Année |
| ---- | ----------------- | ------- | ------ | ---------- | ----- |
| 1    | Tour CHU Ibn Sina | 140 m   | 33     | Rabat      | 2025  |
| 2    | Torre Del Mar     | 135 m   | 32     | Tanger     | 2028  |
| 3    | Tour CHUM6SS      | 135 m   | 27     | Rabat      | 2025  |
| 4    | M Tower           | 131 m   | 32     | Casablanca | 2029  |
| 5    | Shift Tower       | 130 m   | 37     | Casablanca | 2026  |
| 6    | Auda 38-69        | 125 m   | 27     | Casablanca | 2028  |
| 7    | El Jaghaoui Tower | 115 m   | 30     | Tanger     | 2030  |
| 8    | Walili Tower      | 110 m   | 28     | Casablanca | 2026  |
| 9    | The View Tangier  | 100 m   | 24     | Tanger     | 2026  |
| 10   | Cavali Tower      | 90 m    | 24     | Tanger     | 2026  |
| 11   | Sky Tower         | 85 m    | 24     | Casablanca | 2026  |

## En Projet
| Rang | Nom                   | Hauteur | Étages | Ville      | Année |
| ---- | --------------------- | ------- | ------ | ---------- | ----- |
| 1    | Atlantic Tower        | 390 m   | 70     | Casablanca | 2030  |
| 2    | JW Mariott Casablanca | 170 m   | 45     | Casablanca | 2030  |